# Реакція Бемфорда — Стівенса
Реакція Бемфорда — Стівенса (англ. Bamford — Stevens Reaction) — перетворення тозилгідразонів аліфатичних кетонів під дією основ у діазоалкани або олефіни (при R' = Н завжди отримуються олефіни, в інших випадках — діазоалкани).

## Reaction mechanism
Першим кроком реакції Бемфорда-Стівенса є утворення діазосполуки 3. 
Діазосполука 3 розкладається до іона карбенію 5 у протонних розчинниках.
Діазосполука 3 розкладається до карбена 7 коли знаходиться в апротонних розчинниках .